# Droit à la formation des élus locaux
Le droit à la formation des élus locaux est consacré par le code général des collectivités territoriales, s'adressant aux élus des communes, des EPCI, des conseils généraux et des conseils régionaux en France.

## Régime juridique
Ce droit est introduit dans les mêmes termes dans plusieurs articles à la suite de leur codification par une loi de 2002 (Art. L2123-12 du CGCT pour les communes, Art. L3123-10 du CGCT pour les conseils généraux et Art. L4135-10 du CGCT pour les conseils régionaux). "Les membres du conseil [municipal/général/régional] ont droit à une formation adaptée à leurs fonctions". Ce droit ne fait l'objet d'aucune limite dans les articles cités et suivants, si ce n'est :
- la limite des dix-huit jours de congés de formation indemnisés par la collectivité pour chaque élu sur la durée de son mandat, si ce dernier cumule une activité professionnelle avec son mandat[2].
- Le plafond des crédits alloués à la formation pour l'exercice budgétaire (= de l'année). Ces crédits constituent par ailleurs une dépense obligatoire pour les collectivités.
- Le choix par l'élu d'un organisme de formation agréé par le Conseil national de la formation des élus locaux (CNFEL). Ce conseil, rattaché au ministère de l'Intérieur,  se compose de vingt membres, dix élus locaux représentant les différentes catégories de collectivités locales et dix personnalités qualifiées.Il est  actuellement présidé par Thierry Tassez, Maire de Verquin.

## Organismes agréés
En juillet 2024, on compte 240 d'organismes agréés en France pour la formation des élus locaux. On y retrouve notamment des associations d'élus, des entreprises ainsi que des universités et des grandes écoles (dont l'ENA, Sciences Po Paris, Sciences Po Aix et Sciences Po Grenoble). L'agrément est accordé par décision ministérielle. Le premier agrément est accordé après observation de plusieurs critères, dont la qualité du projet pédagogique, incluant le projet détaillé des formations, des intervenants, ainsi que du suivi après prestation.

## Polémiques
Certains de ces centres sont parfois montrés du doigt pour leur trop grande proximité avec un parti politique, pouvant questionner la pertinence de ces derniers à percevoir des fonds publics pour la réalisation d'une mission d'intérêt général, eu égard le risque de conflit d'intérêts.
- Le Centre d'information, de documentation, d'étude et de formation des élus (CIDEFE) avec le PCF, en organisant notamment des formations conjointement aux journées d'été de ces derniers[5], et partageant leur site internet avec l'Association nationale des élus communistes et républicains[6].
- Le Centre d'écodéveloppement et d'initiative sociale (CEDIS) avec Europe Écologie Les Verts. L'organisme a notamment été montré du doigt fin 2011 sur l'éventuelle opacité de sa gestion financière[7]. De même, le CEDIS entretient des liens de proximité avec la Fédération des élus verts et écologistes, lui ayant notamment prêté des salles lors d'une formation organisée concomitamment aux journées d'été d'EE-LV[8].
- Condorcet-formation avec le Parti socialiste, dont il partage le bâtiment rue de Solférino à Paris[9] et dont la formation d'été 2012 s'est tenue à La Rochelle en même temps que les universités d'été du parti[10]. Le Canard Enchaîné aurait, selon le site Politique.net[11], dénoncé en 2008 l'organisation d'une formation-fantôme la veille des universités d'été, afin que des élus locaux obtiennent le remboursement de leur déplacement à la Rochelle sur les crédits alloués à la formation par leur collectivité.
- L'Institut de formation démocrate avec le Nouveau Centre, dont il partage la boite postale, 84 rue de Grenelle, à Paris[12].
- L'association nationale de la démocratie locale avec l'UMP, dont elle partage la même boite postale, 55 rue de la Boétie à Paris[13]. Des élus de ce parti auraient, toujours selon cette même source, utilisé des crédits alloués à la formation pour l'organisation de repas dans des établissements gastronomiques, avec la coopération d'un organisme proche du parti[11].
- L'institut de formation des élus locaux (IFOREL) avec le Front national, dont les sièges respectifs se trouvent respectivement à 100 mètres l'un de l'autre[14]. Les deux organisations avaient mené un recours commun en 2002 auprès du juge des référés contre le refus de la ville d'Annecy d'accueillir les universités d'été du FN[15].

Ces pratiques, bien que légales, peuvent éventuellement laisser place à quelques « dérives » facilement imaginables. En voici quelques exemples :
- Partage de la boîte postale et/ou du bâtiment : diminution des frais d'occupation du lieu par le parti politique.
- Coopération avec l'association d'élus du parti : prestation de services gratuits par l'organisme à l'association, dont la charge ne revient plus aux seuls adhérents. Éventuellement, surfacturation de l'association pour une prestation fournie, telle l'information sur les besoins en formation des élus du parti politique.
- Tenue de formations en concomitance avec les journées d'été / universités d'été du parti politique : si cette démarche peut se justifier par la présence d'un nombre plus important d'élus politiquement sensibles à l'orientation politique des formations de l'organisme, néanmoins la tenue conjointe d'événements distincts sur un même lieu et sur une même période laisse la liberté de feindre la présence d'élus à ces formations, justifiant la facturation à une collectivité d'une formation qui n'aurait pas été suivie avec suffisamment d'assiduité.

## Recherches
Bien que peu connu, le sujet de la formation des élus locaux est aujourd'hui l'objet de recherche de l'Observatoire National de la Formation des élus locaux, co-présidé par le sociologue Pierre Camus et la chercheuse en sciences de gestion Sabrina Ghallal.